# Neomariania partinicensis
Neomariania partinicensis ist ein Schmetterling aus der Familie der Stathmopodidae.

## Merkmale
Die Falter erreichen eine Flügelspannweite von 10 bis 12 Millimeter. Der Kopf ist fahl ockergrau und bräunlich gefleckt. Die Fühler sind dunkel bräunlich grau, die apikale Hälfte ist etwas heller. Sie sind sehr lang und reichen mit einem Sechstel ihrer Länge über den Vorderrand der Vorderflügel hinaus. Das Basalglied ist leicht verdickt und hat keinen Borstenkamm. Thorax und Tegulae sind fahl ockergrau und bräunlich durchmischt. Die Vorderflügel sind ebenfalls fahl ockergrau und vor allem an der Costalader und im Apikalbereich graubraun gesprenkelt. In der Flügelmitte befindet sich eine breite, unregelmäßige und undeutliche Binde. Am Innenwinkel befindet sich ein undeutlicher Fleck. Die Fransenschuppen sind ockergrau. Die Hinterflügel sind grau.
Bei den Männchen haben die Valven eine große gebogene Costa. Die Innenseite des rechtwinklig abstehenden Fortsatzes des Sacculus ist nahezu gerade. Der Aedeagus ist zylindrisch.
Bei den Weibchen sind die Lamellae antevaginalis distal rundlich. Der Ductus bursae ist ungefähr so lang wie das Corpus bursae. Die Signa sind weniger als halb so lang wie das Corpus bursae.

### Ähnliche Arten
Neomariania partinicensis ähnelt Neomariania rebeli, unterscheidet sich aber durch die mehr ockergraue Färbung und durch die Fühler, die länger sind als die Vorderflügel.

## Verbreitung
Neomariania partinicensis ist im Süden Frankreichs, in Spanien, auf Sizilien und Malta, sowie in Griechenland und auf Kreta verbreitet.

## Biologie
Die Biologie der Art ist unbekannt. Falter wurden von Ende Juli bis Mitte September gesammelt.

## Systematik
Das folgende Synonym ist bekannt:
- Mariania partinicensis Rebel, 1937

## Belege
1. 1 2 3 4 5 6  J. C. Koster, S. Yu. Sinev: Momphidae, Batrachedridae, Stathmopodidae, Agonoxenidae, Cosmopterigidae, Chrysopeleiidae. In: P. Huemer, O. Karsholt, L. Lyneborg (Hrsg.): Microlepidoptera of Europe. 1. Auflage. Band 5. Apollo Books, Stenstrup 2003, ISBN 87-88757-66-8, S. 191 (englisch).
2. ↑  Hans Rebel (1937): Neue europäische Tortriciden und Tineiden. Zeitschrift des österreichischen Entomologen-Vereins 22(5): S. 41–49 PDF (Erstbeschreibung)
3. 1 2  Neomariania partinicensis bei Fauna Europaea. Abgerufen am 9. Mai 2012